# كيس تسوق قابل لإعادة الاستخدام

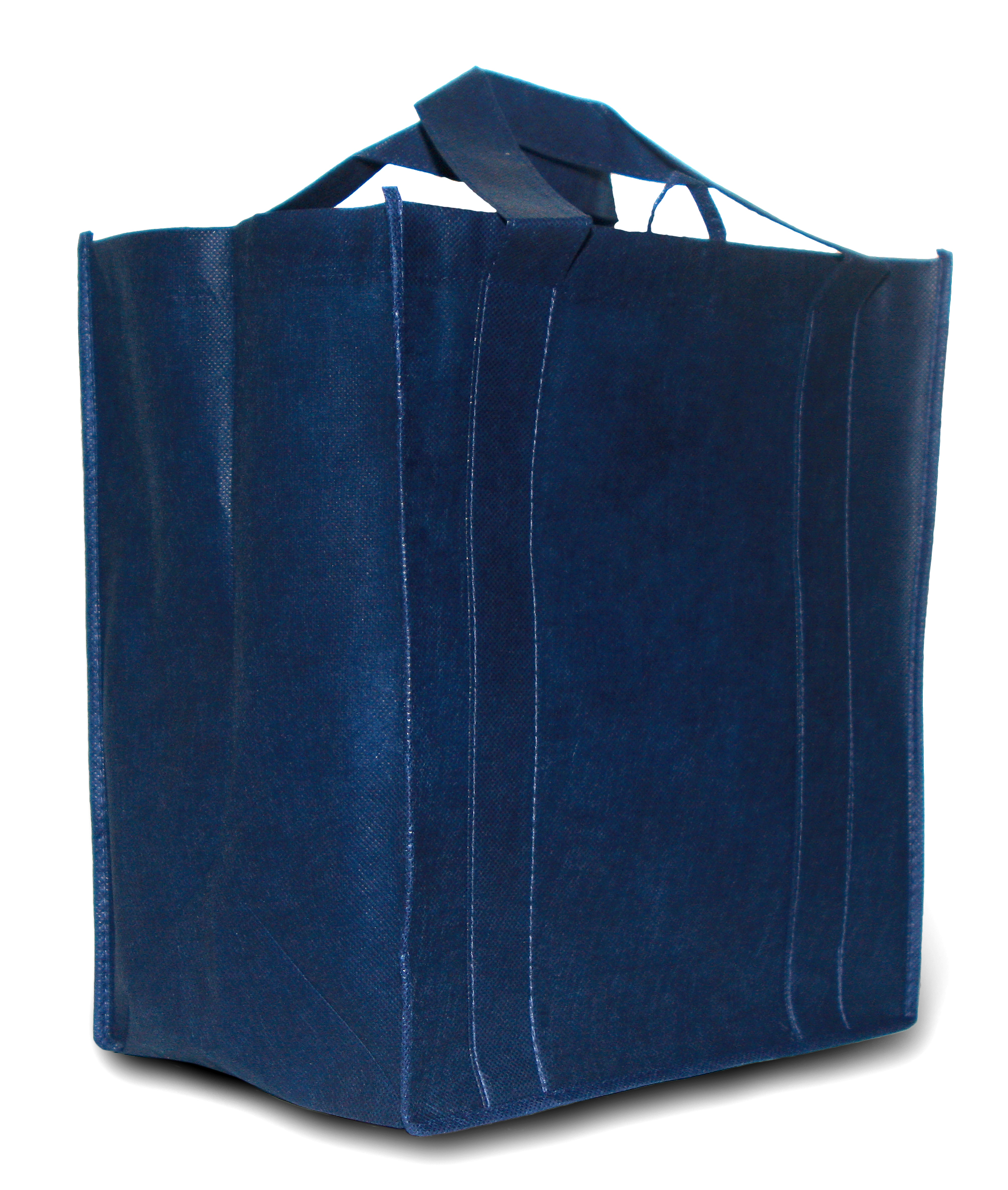

كيس التسوق القابل لإعادة الاستخدام، ويُدعى في المملكة المتحدة أحيانًا كيس حياة، هو كيس يمكن استعماله في التسوق عدة مرات، بدل الأكياس البلاستيكية أو الورقية أحادية الاستعمال. غالبًا ما يُصنع من: أنسجة كالخيش، أو ألياف طبيعية كالقنّب الهندي، أو ألياف صناعية منسوجة، أو بلاستيك سميك أمتن من بلاستيك الأكياس أحادية الاستعمال.
أكياس التسوق القابلة لإعادة الاستخدام نوع من حقائب التسوق، وتُباع في متاجر الأطعمة والملابس وما شابه. في دراسة أجريت في الولايات المتحدة عام 2011 بسلاسل متاجر البيع بالتجزئة (بتمويل من مؤسسة مؤيدة للتنمية التجارية معارِضة لحظر الأكياس البلاستيكية)، وُجد أن 23% من الأكياس القابلة لإعادة الاستخدام تحوي نسبة من عنصر الرصاص أعلى من 100 جزء من المليون (النسبة التي تعد آمنة لتعبئة المنتجات). صحيح أن النّسب لم تكن ملوِّثة للطعام، لكن الدراسة جعلت بعض السلاسل تغيّر مورّديها. يتطلب إنتاج هذه الأكياس طاقة أكثر مما تتطلب الأكياس البلاستيكية، فالكيس الواحد منها يلزمه من الطاقة ما يكفي لإنتاج 28 كيسًا بلاستيكيًا عاديًا أو 8 أكياس ورقية. قال نيك ستيرلنج، مدير أبحاث بشركة ناتشرل كابيتاليزم سلوشنز: «إذا افترضنا أن هذه الأكياس تُستعمل مرة أسبوعيًا، فستحل 4-5 أكياس منها محل 520 كيسًا بلاستيكيًا في السنة». أُجريت في 2005 دراسة بتكليف من وكالة البيئة التابعة للمملكة المتحدة، فوُجد أن الكيس القطني يُستعمل وسطيًا 51 مرة فقط قبل التخلص منه. في بعض الحالات، يلزم استعمال هذه الأكياس أكثر من 100 مرة لتتحقق أفضليتها البيئية على الأكياس البلاستيكية أحادية الاستعمال.

## تاريخه

### الاستعمال في الولايات المتحدة
ظهرت أكياس التسوق البلاستيكية في الولايات المتحدة في 1977، وشاع استعمالها في الثمانينيات والتسعينيات لتعبئة السلع بدلًا من الأكياس الورقية. في التسعينيات، بدأت حكومات بعض الدول فرض ضرائب على توزيع الأكياس البلاستيكية أحادية الاستعمال، لتنظيم استعمالها وضبطه. وشجعت متاجرُ على اجتناب هذه الأكياس بأنْ وفرت -على سبيل المثال- أكياسًا قابلة لإعادة الاستخدام بتكلفة منخفضة، أو معلومات عن الأضرار البيئية للأكياس البلاستيكية. غالبًا ما يمتاز شكل الأكياس القابلة لإعادة الاستخدام عن شكلها الذي كان معتادًا قبل شيوع الأكياس البلاستيكية. تروّج متاجر الملابس أكياس التسوق القابلة لإعادة الاستخدام بصفتها موضة مستدامة.
تحُضّ متاجر كثيرة على استعمال الأكياس القابلة لإعادة الاستخدام لزيادة المبيعات وهوامش الربح. يكلف إنتاج غالبية الأكياس غير المنسوجة 0.10-0.25 دولار، لكنها تباع بـ0.99-3.00 دولارات. تبيع بعض السلاسل التجارية الكبيرة أكياسًا شبكية أو مصنوعة من قماش الكاليكو، وأحيانًا تبيعها مع تعريف بمشكلات بيئية، وغالبًا ما يكون عليها رسومات متعلقة بالطبيعة، كرسومات الأشجار أو الكرة الأرضية، لتأكيد أهمية تلك المشكلات. في مدينة دولوث بولاية مينيسوتا، طرّزت شركة ناشئة أكياسها بصورة «كوبري الرفع الهوائي» المحلي. وخصّص بعض المتاجر العملاءَ الذين يجلبون أكياسهم الخاصة ببرامج مكافآت، يحصل فيها الزبون على هدية أو خصم إذا جمع عددًا معينًا من النقاط، وهذا يشجع الزبائن على تقليل استهلاك الأكياس البلاستيكية. ويتيح بعض المتاجر -مثل «هول فودز ماركت» و«تارغيت»- خصومات نقدية لمن يجلب أكياسًا قابلة لإعادة الاستخدام.

## سلامة الغذاء
إن معظم مستعملي الأكياس القابلة لإعادة الاستخدام لا يغسلون أكياسهم عند رجوعهم إلى منازلهم، فقد تؤدي من ثَم إلى تسمم غذائي بحسب ما ذكره الدكتور ريتشارد سمربيل، مدير أبحاث شركة سبورومِترِكس القائمة في تورونتو والمدير السابق لقسم علم الفطور الطبي التابع لوزارة صحة أونتاريو. من جراء تعرضها المتكرر للخضراوات واللحوم النيئة، تزداد احتمالية تسببها في تسمم غذائي. في عام 2008، أُجريت على الأكياس دراسة بتمويل من «المجلس الكندي لمجال البيئة والبلاستيكيات»، فوُجد أن مستوى العفن والبكتيريا في الأكياس القابلة لإعادة الاستخدام أكبر بنسبة 300% من المستوى المعدود آمنًا في مياه الشرب. لكن هذه الدراسة لم تفرق بين الأكياس المصنوعة من القنّب -ذي الخصائص الطبيعية المضادة للفيروسات والميكروبات- وغيرها.
وفي 2010، اشترك باحثون من جامعة أريزونا وباحثون من جامعة لوما ليندا في دراسة (برعاية مجلس الكيمياء الأمريكي، وهو جمعية تجارية مناصِرة لصُنّاع الأكياس البلاستيكية أحادية الاستخدام) أظهرت أن «الأكياس القابلة لإعادة الاستخدام قد تكون أرضًا خصبة للبكتيريا وخطيرةً على الصحة العامة»، وأن 97% من مستعمليها لم يغسلوها، وأن نصف الأكياس الخاضعة للدراسة، والبالغ عددها 84، كان حاويًا قولونيات برازية (بكتيريا تكون في البراز)، وأن نسبة 12% منها كانت حاوية بكتيريا الإشريكية القولونية. وانتهت الدراسة إلى هذه النصائح:
1. ينبغي للولايات أن تطلب طباعة إرشادات على الأكياس القابلة لإعادة الاستخدام، تنويهًا بلزوم تنظيفها أو تبييضها بعد كل استعمال.
2. ينبغي للحكومات المحلية وحكومات الولايات الاستثمار في حملة تعليم عام لتنبيه الناس على الأخطار وسبل الوقاية.
3. ينبغي للمستعمِل فصل الأطعمة النيئة عن غيرها.
4. ينبغي ألا تُستعمل أكياس الطعام القابلة لإعادة الاستخدام إلا في حمل الطعام، فلا تُحمل فيها كتب أو ملابس تمرين مثلًا.
5. ينبغي عدم تخزين اللحوم والمنتجات الزراعية في صندوق السيارة، لأن الحرارة العالية تحفز نمو البكتيريا، فتتلوث الأكياس القابلة لإعادة الاستخدام.

بيّنت الدراسة فوق ذلك أن الغسل اليدوي أو الآلي -وإن كان بلا مبيّض- يقضي على القولونيات وغيرها من بكتيريا الأكياس قضاء تامًّا.
نشرت منظمة «كنسومر ريبورتس» مقالة انتقدت فيها دراسة 2010، مشيرة بأصابع التشكيك إلى العينة الصغيرة التي خضعت للدراسة، وإلى خطورة البكتيريا التي عُثر عليها وخطورة نسبتها. قال مايكل هانسن (من كبار العلماء الموظَّفين في المنظمة): «من يأكل كيس سلطة متوسطًا يكون أكثر عرضة لتلك البكتيريا منه لو لعق باطن أوسخ كيس خضع لتلك الدراسة». لكنه مع ذلك أشار إلى أن الدراسة لا تخلو من نفع. فما أسهل نقل البكتيريا من اللحم والسمك والدواجن إلى غيرها من الأطعمة، سواء في المطبخ أم في الأكياس. أي إنه يفضل فعلًا حمل تلك الأطعمة في أكياس أحادية الاستعمال. الأكياس القابلة لإعادة الاستخدام مناسبة لمعظم الأشياء الأخرى، لكن يُستحسن غسلها من حين لآخر.